# Prodasineura hosei
Prodasineura hosei är en trollsländeart som först beskrevs av Harry Hyde Laidlaw, Jr. 1913.  Prodasineura hosei ingår i släktet Prodasineura och familjen Protoneuridae. IUCN kategoriserar arten globalt som livskraftig. Inga underarter finns listade i Catalogue of Life.